# Арагона, Джанкарло
Джанкарло Арагона (итал. Giancarlo Aragona, 14 ноября 1942 года, Мессина) — итальянский дипломат.

## Образование
- 1969 год — окончил Университет Мессины с дипломом юриста.

## Биография
С 28 марта 1969 года — на дипломатической службе.
С 1972 года — второй секретарь Посольства Италии в Австрии (Вена)
С 1974 года — консул во Фрайбурге (ФРГ)
С 1977 года — первый секретарь в Лагосе (Нигерия).
С 1981 года — советник Генеральной дирекции по политическим вопросам МИД Италии.
С 1984 года — первый советник Посольства Италии в Великобритании (Лондон).
С 1987 года — первый советник в Постоянном представительстве Италии при НАТО в Брюсселе.
С 1991 года — дипломатический советник Министерства обороны Италии.
С 1994 года — заместитель Руководителя Кабинета Министра иностранных дел Италии.
С 1995 года — Руководитель Кабинета Министра иностранных дел Италии.
С 1996 года по 1999 год — Генеральный секретарь ОБСЕ.
1999—2001 годы — Чрезвычайный и Полномочный Посол Италии в Российской Федерации (Москва).
2001—2004 годы — Генеральный директор по политическим делам МИД Италии.
2004—2008 годы — Чрезвычайный и Полномочный Посол Италии в Великобритании (Лондон).

## Награды
- Кавалер Большого креста ордена «За заслуги перед Итальянской Республики» (2007 год)[2]
- Великий офицер ордена «За заслуги перед Итальянской Республикой» (2003 год)[3]
- Командор ордена «За заслуги перед Итальянской Республикой» (1995 год)[4]